# Свети Николци
Свети Николци е бивше село в Република Гърция, на територията на дем Воден (Едеса), област Централна Македония.

## География
Селото е било разположено в землището на Месимер.

## История
Свети Николци е българско село, което се разпада в края на XVIII век, поради зулумите на разбойнически банди. Жителите му се изселват в Месимер.